# Viola
「Viola」（ヴィオラ）は、島谷ひとみの14枚目のシングル。2004年3月17日発売。avex traxよりリリース（CCCD）。

## 解説
表題曲は中国楽器を多用。異国情緒漂うポップスであり、転調を繰り返すメロディを島谷は巧みに、切なげな大人びた歌声で歌い上げている。
日本テレビ『FUN』FUN'S RECOMMEND#033。島谷ひとみの5thアルバム『Heart&Symphony』にボーナストラックとしてリ・アレンジされた『crossover version』が収録されている。

## 収録曲
1. Viola – 4:38
作詞: BOUNCEBACK、作曲: 柳沢英樹、編曲: 家原正樹・丸山和範
2. Brand New Heart – 3:53
作詞･作曲･編曲: BOUNCEBACK
3. Viola (instrumental)
4. Brand New Heart (instrumental)